# Canyonville
Canyonville es una ciudad ubicada en el condado de Douglas en el estado estadounidense de Oregón. En el año 2000 tenía una población de 1.293 habitantes y una densidad poblacional de 542.6 personas por km².

## Geografía
Canyonville se encuentra ubicada en las coordenadas 42°55′51″N 123°16′39″O / 42.93083, -123.27750.

## Demografía
Según la Oficina del Censo en 2000 los ingresos medios por hogar en la localidad eran de $27,674, y los ingresos medios por familia eran $31,500. Los hombres tenían unos ingresos medios de $30,240 frente a los $17,417 para las mujeres. La renta per cápita para la localidad era de $14,017. Alrededor del 17% de la población estaban por debajo del umbral de pobreza.